# Dzielec (650 m)
Dzielec (650 m) – niewielkie wzniesienie w Beskidzie Wyspowym. Znajduje się pomiędzy Śnieżnicą a Szklarnią. Wznosi się nad miejscowościami Kasina Wielka i Skrzydlna. Należące do Skrzydlnej stoki północno-wschodnie znajdują się w zlewni Stradomki, stoki południowo-zachodnie w zlewni Kasinianki.
Ma dwa wierzchołki. Wyższy (południowo-wschodni) ma wysokość 650 m. Cały niemal Dzielec jest zalesiony, jedynie dolna część stoków zajęta jest przez pola uprawne Skrzydlnej i Kasiny Wielkiej. Przez przełęcz między Dzielcem a Szklarnią prowadzi droga z Kasiny Wielkiej do Skrzydlnej.

## Szlaki turystyki pieszej
czerwony: Myślenice – Pasmo Lubomira i Łysiny – Przełęcz Jaworzyce – Wierzbanowska Góra – przełęcz Wielkie Drogi – Dzielec – Kasina Wielka. Czas przejścia całej trasy ok. 8:15 godz (w drugą stronę 7 h)